# Vârciorog
Vârciorog è un comune della Romania di 2 236 abitanti, ubicato nel distretto di Bihor, nella regione storica della Transilvania.